# Воронеж (волейбольный клуб)
Воро́неж — российская женская волейбольная команда из одноимённого города. 

## Достижения
- 9-е место в чемпионате России среди команд суперлиги 2016.

## История
В 1966—1972 в чемпионатах СССР принимала участие женская волейбольная команда «Динамо». В первенстве СССР 1969 года воронежские волейболистки выступали в 1-й группе класса «А» (сильнейшем дивизионе советского женского волейбола) и заняли 10-е место из 12 клубов, но в связи сокращением 1-й группы вынуждены были опуститься классом ниже. В 1972 году «Динамо» стало худшей командой РСФСР среди команд первой лиги чемпионата СССР и выбыло из числа участников союзных первенств.
В 1992—2004 участницей чемпионатов России была воронежская команда «Рекорд» (с 2002/03 — СВС «Воронеж»). Лучший результат — 9-е место в высшей лиге «Б» (сезон 1994/95) — втором на тот момент по значимости дивизионе.
Женская волейбольная команда «Воронеж» была создана в 2006 году. Прошла путь от второй лиги (соревнования региональной ассоциации Центра России) до высшей лиги «А», дебютировала в которой в сезоне 2010/11.
19 августа 2014 года решением Исполкома Всероссийской федерации волейбола команда «Воронеж» была переведена из высшей лиги «А» в суперлигу вместо «Уфимочки-УГНТУ», отказавшейся от участия в главном дивизионе чемпионата России.
Дебютный сезон в суперлиге для наспех собранной команды сложился неудачно — лишь одна победа в 21 проведённом матче и последнее (10-е) место. По регламенту соревнований воронежские волейболистки должны были провести переходные матчи за право остаться в суперлиге, но ввиду того, что две лучшие команды высшей лиги «А» отказались от повышения в классе, переходные матчи были отменены и «Воронеж» сохранил прописку в главном волейбольном дивизионе. Из-за финансовой неопределённости почти все игроки основного состава в межсезонье (летом 2015) покинули клуб.
В чемпионате России 2015—2016 «Воронеж» занял 9-е место, показав лучший результат в своей истории, но решением учредителей ВК «Губернский» был понижен в классе и вернулся в высшую лигу «А».
В чемпионате России среди команд высшей лиги «А» «Воронеж» отыграл два сезона (проиграв в 2017—2018 все матчи чемпионата), после чего по финансовым и организационным причинам был вынужден опуститься классом ниже — в высшую лигу «Б».
В 2024 году ВК «Воронеж» прекратил существование.

## Результаты в чемпионатах России
| Сезон   | Лига                   | Место |
| ------- | ---------------------- | ----- |
| 2006/07 | Вторая лига (Центр)    | 1     |
| 2007/08 | Первая лига            | 3     |
| 2008/09 | Первая лига            | 1     |
| 2009/10 | Высшая лига Б (Европа) | 1     |
| 2010/11 | Высшая лига А          | 11    |
| 2011/12 | Высшая лига А          | 5     |
| 2012/13 | Высшая лига А          | 3     |
| 2013/14 | Высшая лига А          | 4     |
| 2014/15 | Суперлига              | 10    |
| 2015/16 | Суперлига              | 9     |
| 2016/17 | Высшая лига А          | 5     |
| 2017/18 | Высшая лига А          | 12    |
| 2018/19 | Высшая лига Б          | 14    |
| 2019/20 | Высшая лига Б (Центр)  | 5     |
| 2020/21 | Высшая лига Б          | 5     |
| 2021/22 | Высшая лига Б          | 7     |
| 2022/23 | Высшая лига Б          | 11    |
| 2023/24 | Высшая лига Б          | 14    |

## Волейбольный клуб «Воронеж»
В 2012—2018 команда входила в структуру волейбольного клуба «Губернский». В 2018 вновь был воссоздан самостоятельный волейбольный клуб «Воронеж», существовавший до 2024 года.

## Сезон 2023—2024

### Состав
| №  | Имя, фамилия          | Год рождения | Рост | Амплуа      |
| -- | --------------------- | ------------ | ---- | ----------- |
| 1  | Полина Позднякова     | 2008         |      | нападающая  |
| 2  | Кира Алексеева        | 2006         | 177  | связующая   |
| 3  | Анастасия Березуцкая  | 2000         | 189  | центральная |
| 5  | Ульяна Ракитина       | 2007         |      | центральная |
| 6  | Софья Кириллова       | 2005         | 182  | нападающая  |
| 7  | Анна Провоторова      | 2007         |      | нападающая  |
| 8  | Ксения Стулова        | 2006         |      | нападающая  |
| 9  | Екатерина Воропаева   | 2008         | 179  | связующая   |
| 10 | Виолетта Сайко        | 2008         | 178  | нападающая  |
| 13 | Татьяна Егорина       | 2001         | 174  | либеро      |
| 14 | Карина Сысоева        | 2005         | 167  | либеро      |
| 16 | Екатерина Ожерельева  | 2007         |      | либеро      |
| 20 | Анна Осышная          | 2006         | 180  | нападающая  |
| 23 | Анастасия Владимирова | 2003         | 185  | центральная |

- Старший тренер — Алексей Степанов.